# 沃洛滕斯克 (市级镇)
沃洛滕斯克（俄语：Воротынск）是一座位於俄羅斯卡盧加州巴貝尼諾區的市级镇。该地2021年人口有10,403人；2010年人口11,288；2002年人口11,099；